# 織田信孝
織田 信孝（おだ のぶたか/のぶのり）は、安土桃山時代の武将、大名。織田信長の三男。伊勢国北部を支配していた豪族（国衆）神戸氏の養子となり、第8代当主となったため、神戸 信孝（かんべ のぶたか）とも名乗った。

## 生涯

### 出生について
永禄元年4月4日（1558年4月22日）、尾張国の戦国大名・織田信長の三男として、熱田にあった家臣・岡本良勝（太郎右衛門）の邸で生まれた。童名（幼名）は勘八とも伝わるが、不詳。通称を三七ないし三七郎。
母は信長の側室・坂氏で、北伊勢の豪族・坂氏の女であるという以外の出自は一切不明である。
広く知られた伝承では、嫡男・織田信忠の生母・生駒殿が同年に第二子・茶筅丸（後の織田信雄）を出産しているが、実は信孝の方が信雄より20日先に生まれていたが、母の身分が低かったために報告が遅れ、本来なら次男になるはずだったのに三男とされたと言う。
次男となった信雄は通称で「三介」とされ、20日早く生まれて三男となった信孝の通称が「三七」とされた。信孝はこの出生時の不満から信雄に敵意を抱き続けていたと解釈されてきたが、それは古くから信じられてきた俗説であり、史実としてはそのようなことをうかがわせる史料は見つかっていない。信孝は庶出の三男にすぎなかったが、信長が四男以下の子供をほとんど顧みなかったことを思えば、特に目をかけられていたといえる。

### 神戸家の養子
永禄11年（1568年）2月、信長が伊勢国北部を平定した際に、降伏した神戸城（三重県鈴鹿市）城主・神戸具盛（友盛）の養嗣子とされた。
具盛の娘（または養女）の鈴与姫は、関盛信の子一利とすでに婚約していて彼を養嗣子と迎える約束があったが、これを破談にして、彼女を三七（信孝）の正室とした。これは「押入聟」で、神戸氏と関氏の不快を余所に家を乗っ取るための計略であったが、以後は神戸三七郎を名乗っている。
養子入りに際しては、乳兄弟の幸田彦右衛門が傳役として付けられ、信長家臣からは岡本太郎右衛門・坂仙斎・三宅権右衛門・坂口縫殿助・山下三右衛門・末松吉左衛門らが信孝付きとして付けられた。伊勢国の関氏一族の関・峯・国府・鹿伏兎氏らも与力とされ、このほか峰竹右衛門・山路段左衛門・上田主水・野々懸彦之進・吉川九兵衛・岡本氏・長尾氏・神戸氏・安井氏・可児氏・林氏などの名が家臣として見られる。
元亀元年（1570年）頃より、信孝は養父の具盛と不仲となり、信長は具盛を伊勢沢城に強制的に隠居させ、さらには蒲生賢秀に命じて近江日野城に幽閉させた。
元亀2年（1571年）、このような形で信孝は神戸氏を継いだので、同時に家督相続に反対した旧臣を粛清し、高岡城主の家老・山路弾正を切腹させ、120人の家臣を追放した。引き続き神戸氏に仕えた家臣団が480人であったことから、これを神戸四百八十人衆と称した。
相続後、信長の命令で神戸検地（元亀2年頃）と呼ばれる検地を行い、城下に楽市楽座、伝馬制を敷くなど領地経営に力を注いだ。神戸城下は伊勢参宮街道の宿場として、大いに栄えた。
なお、『勢州軍記』『柏崎物語』によると、元亀3年（1572年）1月に兄の信忠や信雄と共に岐阜城において元服して、加冠役は柴田勝家が務めたというが、史料に残る名乗りを見ると信忠の元服は少なくとも天正元年頃であり、兄より先に元服したとは考え難いために誤伝の可能性が高い。実際の元服は､天正元年7月以降と考えた方が妥当であろう。
与力であった関盛信は、本来、神戸氏の本家筋で上位である名門の関氏の当主であり、信孝を軽んじてこれに従わず、不仲であった。しかし、信孝の伊勢入国は、単なる縁組ではなく、信長の支配政策の一つであって逆らうことは許されなかった。天正元年（1573年）春、関盛信はついに信長の勘気を蒙り、蒲生賢秀に身柄を預けられて近江日野城に幽閉された。盛信の居城亀山城は没収され、信孝の所領とされた。

### 遊撃軍団・連枝衆として
天正2年（1574年）7月、第三次長島一向一揆攻めに従軍した。谷口克広は初陣はもっと前かもしれないが、確かな史料で見る限り初の参陣であるとしている。長島平定後は滝川一益が北伊勢4郡に封じられたため、伊勢国は滝川一益・神戸信孝・長野信包（信長弟、伊勢長野氏養子）、そして翌年頃に北畠氏の家督を継いだ信雄（信意）の4人で分割統治されることになった。この伊勢に封じれれた4人が遊撃軍団として以後各地を転戦した。
この頃の信孝の支配地は、河曲郡・鈴鹿郡の2郡のみで、5万石ほどの知行であったという。
天正3年（1575年）8月、越前一向一揆討伐戦に従軍し、さらに信包・信雄と共に残党狩りでも活躍した。
天正4年（1576年）には信雄が家臣を謀殺した三瀬の変の後始末に出陣し、天正5年（1577年）2月には織田の家督を相続した信忠の指揮下で雑賀攻めにも参加した。
同年11月、従五位下侍従に叙任された。

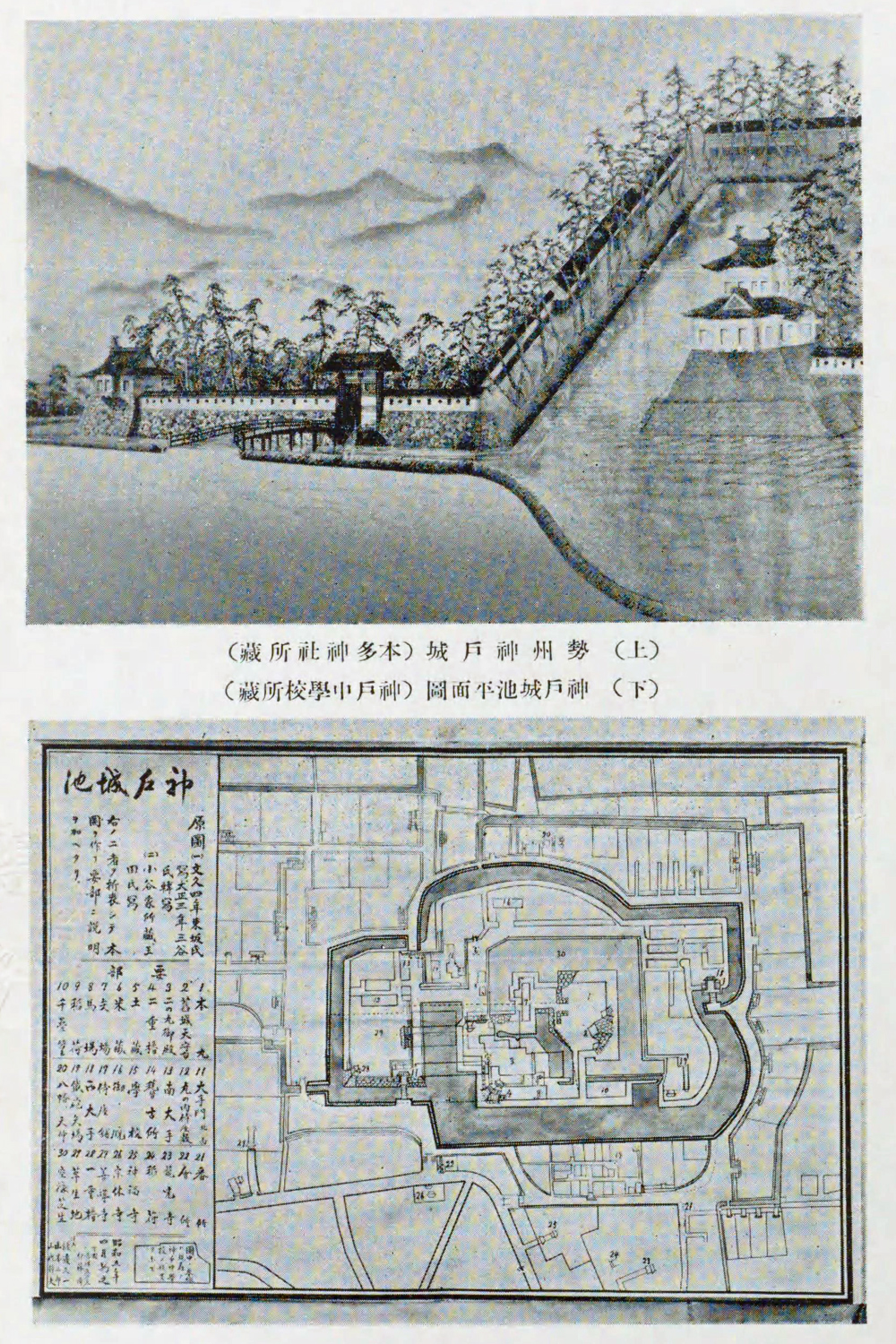
神戸城（本多神社/神戸中学校所蔵）

天正6年（1578年）4月、信忠に従って大坂表に出陣し、5月にも同様に播磨国に出陣した。6月27日の神吉城攻めでは足軽と先を争って勇敢な戦いを見せた。同年11月には荒木村重が謀反を起こしたので、信長は討伐戦（有岡城の戦い）のために安土を出陣したが、信孝は安土城の留守居として残された。しかし、間もなくして信忠が出陣すると、信孝もこれに従って出陣して高槻城攻囲に加わる。以後、有岡城包囲の間中、信忠の指揮下で有岡表・播磨三木表などで活動した。信孝は信忠軍団の組下にありながらも、信長の側近としても活動した。
天正8年（1580年）、村井貞勝を補佐してしばしば在京し、禁裏との交渉にあたる。6月29日、正親町天皇から杉原十帖と練香十貝を賜った。7月、本願寺教如が退去するに際して、誓詞を交わすために上京した信長に随行。同月28日、陣所とした妙満寺に吉田兼和・水無瀬親具の訪問を受けた。12月、再び禁中より薫物を賜った。
同年、伊勢では神戸城の拡張工事に着手しており、五層の天守や多数の櫓を持つ近世城郭を完成させた。また、この頃、信孝が筒井順慶の猶子となって大和国の国持大名になるという風説が奈良で流れたが、これは実現していない。
天正9年（1581年）正月15日の左義長、2月27日の馬揃えに、それぞれ連枝衆の1人として参加。馬揃えでは、信忠が騎馬80騎、信雄が30騎、信包が10騎、同じく信孝も10騎で、津田信澄（織田信澄）も10騎であり、一門の中で信孝は第4位の序列であった。7月25日、信忠・信雄・信孝の3名は安土城に呼ばれて、信長から直々に名刀を拝領した。9月7日、信孝は病気の村井貞勝に代わって、禁中に袋を献上した。
同年8月17日、信長は高野聖数百人を安土において処刑し、畿内で唯一信長に従わない高野山を屈服させるために10月より高野山攻めを開始していたが、『高野春秋編年輯録』ではこの遠征の総大将を信孝とする。他にこれを裏付ける史料はないので総大将であったかは定かではないが、翌年春頃には信孝も紀州に出陣していたと考えられる。
このために同時期の甲斐武田氏との戦いに参加できなかったが、木曾義昌が武田勝頼から離反するに際しては信孝が取次役となって、天正9年中に信孝が所領安堵の約束をしている。義昌はその後も信孝に通じて徳川家康との両仕えになった。

### 四国遠征の中止
天正10年（1582年）正月15日、信孝は前年と同じく、左義長に連枝衆として参加した。
2月、信長は交渉決裂した長宗我部氏の征伐を決意。信長の信濃出陣と同じ9日に三好咲岩（康長）に四国遠征の先鋒を命じて一足先に出陣させた。
4月22日、信長は安土城に帰還すると、高野山攻めを一部中止して、5月7日に信孝を四国攻めの総司令官に抜擢した。指揮権を与えられた一門衆は信忠・信雄・信孝の3人のみである。『織田軍記』では信孝の置かれた地位を「南海の総管」と呼んでいる。
信長は朱印状を出して、征服後には讃岐一国を信孝に与えるとし、阿波国は咲岩に与え、伊予・土佐二国の帰属は信長が淡路に出陣した時点で申し渡すとした。このなかで、信孝は四国の国人統制の心得についても条書で諭されている。また、信孝が三好咲岩の養嗣子となり、三好氏を継いで四国を治めることが予定されていたようである。同時に神戸具盛は赦免されて12年ぶりに幽閉を解かれ、隠居地の伊勢沢城に戻されて、信孝遠征中の神戸城の留守居役を命じられた。
信孝は、所領の北伊勢の河曲・鈴鹿2郡の15歳から60歳に至る名主・百姓を尽く動員した。それでも足りずに伊勢国内の牢人衆、伊勢各地の国衆を急遽召し抱え、近隣の伊賀衆・甲賀衆を700 - 800人、紀州の雑賀衆1,000人も加えた。信孝の徴集は丹州（丹波国・丹後国）にも及び、国衆に対して兵糧・飼葉・武器弾薬・船人夫を調達して四国遠征軍に補給するように命じていた。
この他、南山城国相楽郡にも動員令がでていたことがわかっている。
5月27日、信孝はこのように「各地から集合した者」であったという兵14,000を従えて、安土に伺候した。信長は四国遠征軍の副将として織田氏の宿老・丹羽長秀、その義弟・蜂屋頼隆、連枝衆で信孝の次席である津田信澄を付しただけでなく、『イエズス会日本年鑑』によると信孝に「一夜に大名にお成り候」というほどの人夫・馬・兵糧・黄金など莫大な贈り物を与えたという。
翌28、29日、軍勢は摂津国に至り、信孝と頼隆は住吉に、信澄は大坂に着陣した。堺には九鬼嘉隆率いる鉄甲船9隻を含む志摩・鳥羽水軍、紀伊海賊衆の100艘がすでに待機しており、信孝は堺でさらに200艘を調達して出航するつもりだったが、これは堺商人らにとっては「もってのほか迷惑」であったという。四国（淡路）渡海の決行は6月2日、または3日に予定されていた。しかし、まさに6月2日早朝に本能寺の変が勃発した。

### 山崎の戦い
京都での異変の知らせが届いた当日、寄せ集めの軍隊からは兵の逃亡が相次いだ。「変事を聞いて大部分は彼（信孝）を棄て去った」という有様だったために積極的な行動ができずに、信孝には為す術がなかった。
6月5日、信孝は丹羽長秀・蜂屋頼隆と謀って、明智光秀の娘婿であることを理由に大坂城千貫櫓を襲って津田信澄を殺害した。付帯状況や史料を見る限り、信澄が本能寺の変に加担していた様子はないが、『家忠日記』の3日の条にも「明智日向守（＝光秀）小田七兵衛（＝信澄）別心か」とあるように信澄が関与しているという噂が流れていたのは事実のようである。噂話に翻弄されたに過ぎないが、信澄を殺害したことで「三七殿は勇気と信用を獲得し、ただちに河内国のあらゆる有力者たちは彼を訪れ、主君として認めるに至った」という。
6月11日、羽柴秀吉が中国大返しで備中高松城より軍を返して、摂津国尼崎に着陣すると、信孝は出向いてこれと会見した。12日、秀吉は信孝・長秀の到着を待たずに軍議を始めて配置を定めた。秀吉は宿老の丹羽長秀を総大将とすることを推したが、長秀に固辞され、弔い合戦の総大将としては名目上は信孝を立てて、実際には秀吉が軍を指揮することに決まった。13日、後詰めの信孝勢は少し遅れて摂津国富田で合流するが、山崎の戦いで明智光秀を撃破して父の仇を討つことに成功した。この戦いでは信孝勢も野々懸彦之進が斎藤利三に討たれるなどしているものの、『太閤記』によれば信孝の手勢はわずか4,000で、主力の2万余を率いて実質的な総大将として全軍を指揮した秀吉がその後の主導権を握ることになった。
14日、朝廷から信孝と秀吉のもとに勅使が訪れ、太刀を授かり、勝利が祝賀された。同日、(村井貞勝の一門の）村井清三が前日深夜に野武士に討ち取られた明智光秀の首と胴体を信孝の元に届けたので、16日、本能寺の「信長はてられ候跡」に明智勢3,000の梟首と共に晒させた。また、前関白・近衛前久が本能寺の変に荷担したという噂を信じ、17日から23日までの間、軍勢を派して征伐しようという勢いで行方を捜索させたので、洛中はこのような信孝の厳しい詮議に震え上がった。しかしその後、信孝は京を去って各地を鎮撫しながら美濃に向い、情勢の鎮静化に努めた。

### 秀吉との対立

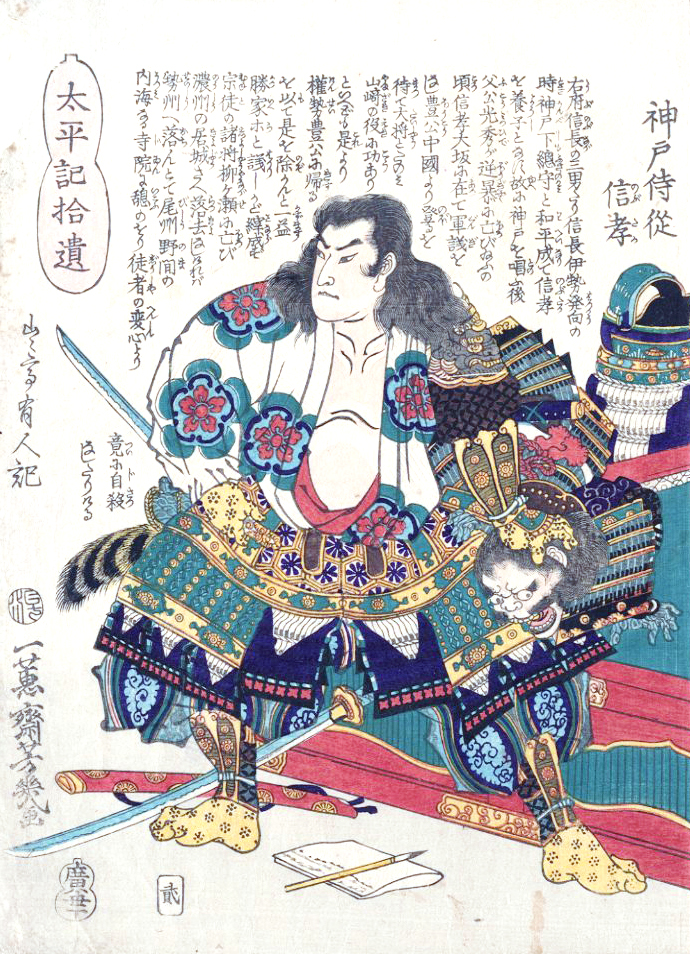
太平記拾遺　神戸侍従信孝（落合芳幾作）

6月27日、清洲会議が開かれるが、信雄と信孝は会議の席上から外された。『耶蘇年報』によれば「信孝が天下の主となる」という噂があったようであるが、会議の結果は天下人を定めずに4人の宿老の合議制とし、織田家家督は信長の嫡孫・三法師が継ぐと定められて、信孝は兄・信忠の領地であった美濃国一国と岐阜城を与えられることになり、同城で三法師の後見役を務めることになった。変の後、岐阜城は加治田城主・斎藤利堯が占拠していたが、利堯は城を信孝へ明け渡してその家老に収まった。
7月4日、信孝は本能寺に対して御触を出して、信長の御屋敷として造成された本能寺跡地を墓所とするように命じ、住僧を戻らせるように指示した。
家督の問題が片付いた後、畿内を手中に収め同じ宿老である丹羽長秀・池田恒興を実質的麾下に置いて織田家の主導権を握った秀吉が、天下人を継いだかのような行動を取り始めたために、信孝はこれと反目して、同じくこれに不満を持っていた柴田勝家に接近した。
10月頃、勝家と叔母のお市の方との婚儀が岐阜城で行われたが、これを仲介したのは信孝だと言われる。従来の説では、秀吉もお市の方を所望したが、信孝が清洲城にいたお市の方を説得して秀吉の求婚を断らせ、勝家との再婚を取り纏めたと言われている。しかし、勝家の書状には「秀吉と申し合わせ…主筋の者との結婚へ皆の承諾を得た」と書かれたものがあり、むしろ秀吉が、勝家とお市の方の再婚を勧めたという説もある。その為、結婚の経緯や時期について史料では確かなことはわかっていない。
10月6日、柴田勝家は堀秀政を介して秀吉が清洲会議の決定に違反していると通告し、諸大名に弾劾状を送った。一方で、同月10日から15日にかけて大徳寺で秀吉自身を喪主とした信長の葬儀が大々的に行われた。織田家からは異母弟・羽柴秀勝、信長の乳兄弟でもあった池田恒興・古新親子が参加したが、当主・三法師、その後見人の信雄、信孝、宿老の勝家、滝川一益はこれに出席できなかった。
10月28日、羽柴秀吉・丹羽長秀・池田恒興の三宿老が、清洲会議の決定を反故にし、織田信雄を暫定的な織田家の当主として主従関係を結んだ。後にこれは徳川家康も賛同して信雄を支持した。両陣営の対決が不可避の情勢になると、11月2日に柴田勝家は前田利家を介して秀吉と一旦和睦したが、これは勝家の領土が雪国で、冬は行動が制限される為であった。それを見抜いていた秀吉は、逆に前田利家を調略した。
三法師は安土城へ移ることが清洲会議で決定していたが、信孝は三法師を岐阜城から離さなかったので、これを謀反の口実として、12月2日、秀吉と信雄は三法師奪還を名目に挙兵した。丹羽長秀、池田恒興ら諸将の多くも秀吉を支持して加勢した。雪で勝家が動けないままに、秀吉は長浜城の柴田勝豊を降し、信孝の岐阜城を囲んだ。依然として美濃を掌握しきれていなかった信孝は降伏せざるを得ず、12月20日、三法師を秀吉に引き渡すとして安土へ送り、母の坂氏や乳母、娘らを人質として供出して和睦した。この結果、東美濃で独立的行動をとっていた森長可、稲葉良通だけでなく、与力の氏家行広らも信孝側を離れ、家老の岡本良勝、斎藤利堯も秀吉側に寝返った。
天正11年（1583年）正月、まず北伊勢で反秀吉派の滝川一益が挙兵した。秀吉は一益を討伐する為に軍を派遣し、滝川勢に占領された国府城を奪還したが、それ以外の城は落とせずにいた。さらに3月になると雪解けと共に挙兵した柴田勝家が近江に出陣した。長島城を攻撃していた秀吉は、勝家の出陣を知ると、蒲生氏郷・織田信雄に伊勢を任せて、自身は北近江で柴田軍と対峙した。すると4月16日、滝川・柴田の動きに呼応して、秀吉に降伏していた信孝も岐阜城で挙兵し、秀吉に服属する稲葉良通の所領の城下に対して焼き討ちをさせている。信孝挙兵の報を受けると、17日、秀吉はすぐに美濃へと出陣したが、大雨により大垣城で足止めを受けた。20日、賤ヶ岳砦で戦闘があり、これを知った秀吉はわずか5時間で近江に帰還し、勝家の軍勢を破った。敗退した勝家は本拠地である北ノ庄城に逃れるも、城を包囲されて24日に自害した。

### 最期

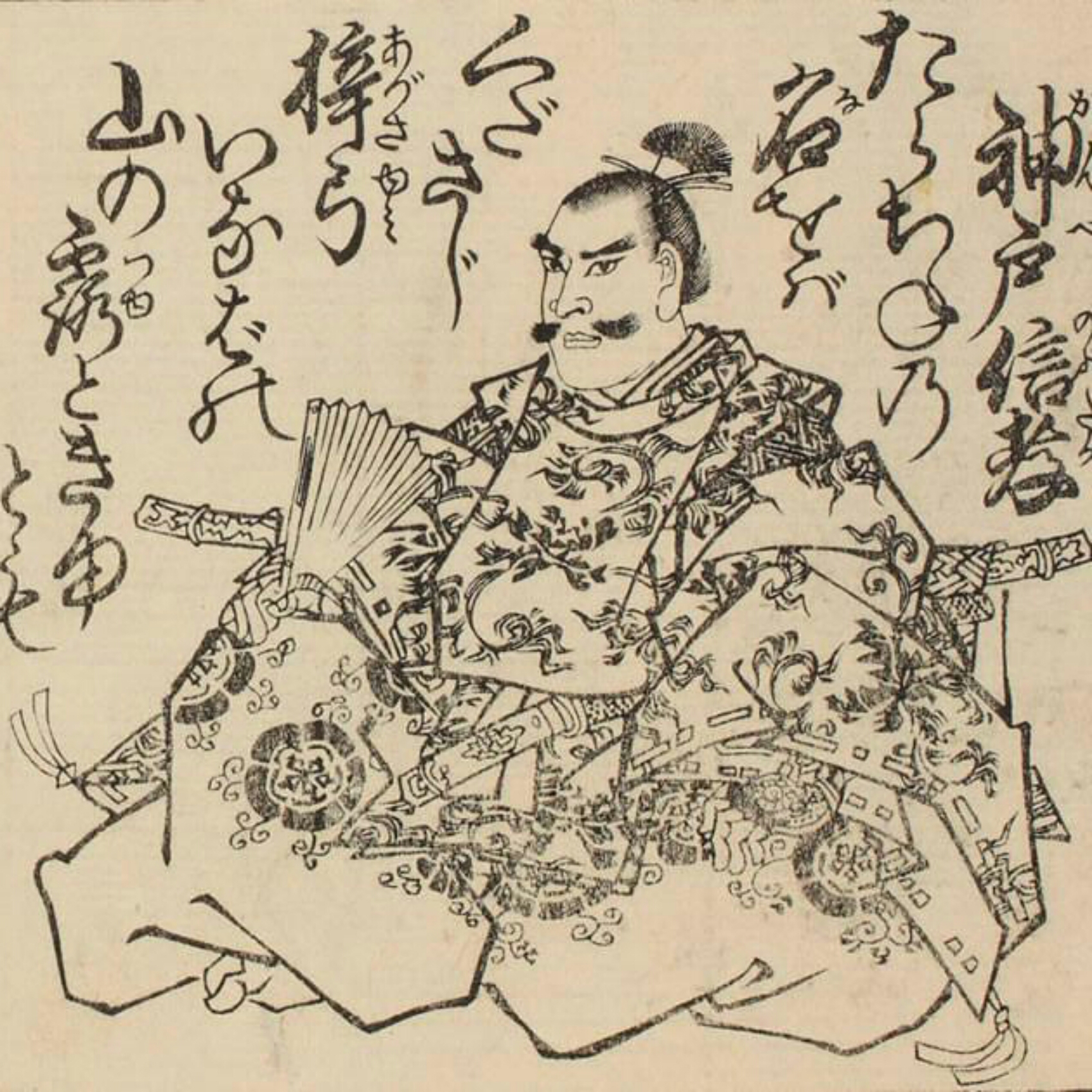
神戸信孝像
上記の「たらちねの名をばくださじ梓弓いなばの山の露と消ゆとも」は、『天正記』にある信孝の辞世。

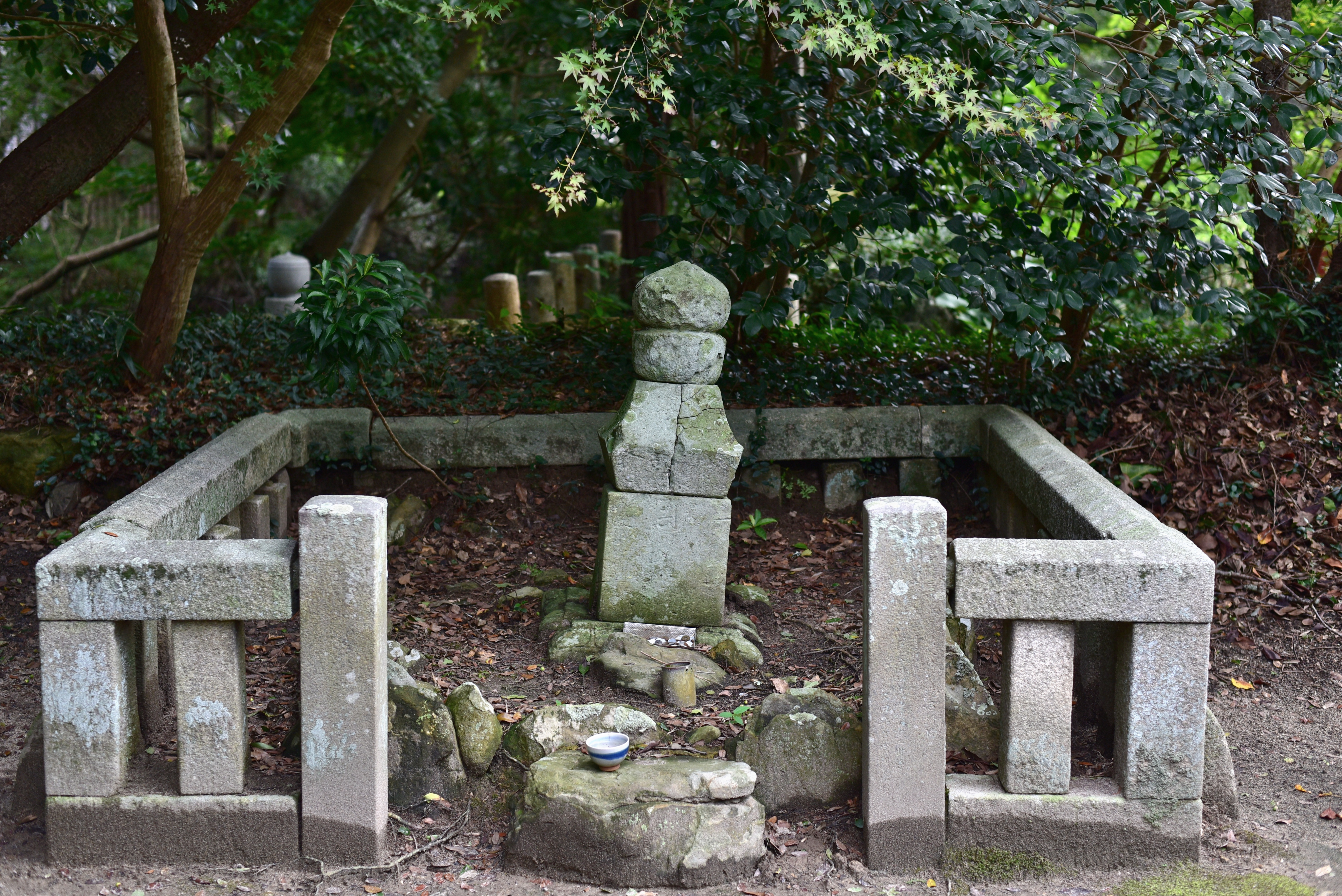
野間大坊にある織田信孝の墓

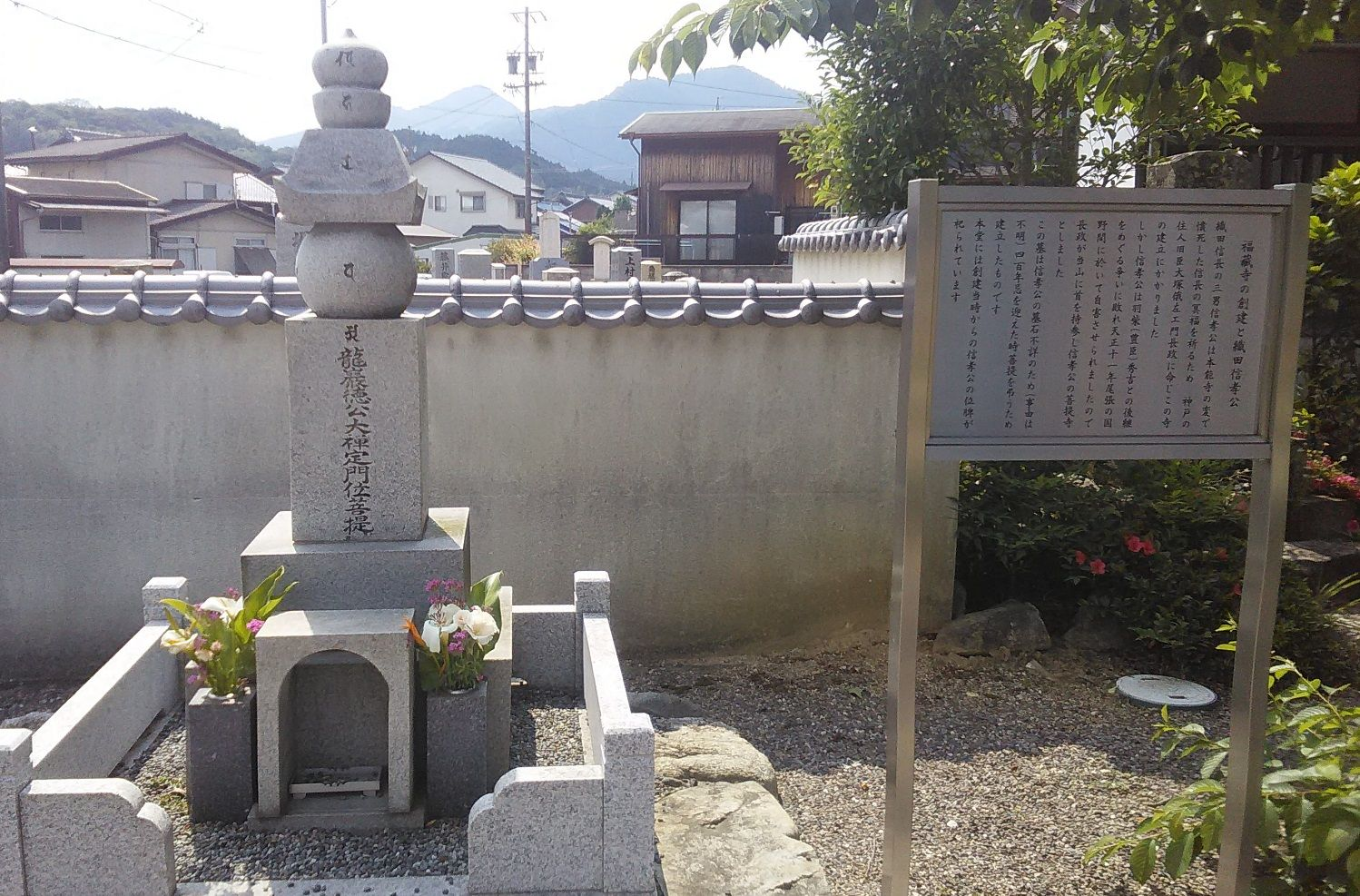
織田信孝の墓(亀山市福蔵寺)

4月末頃、秀吉は信雄の軍勢に岐阜城を包囲させた。この頃、秀吉は、信孝と内通したとの疑惑で、配下の飯沼長継を処刑している。頼みの綱である柴田勝家を失った信孝は、やむなく開城することになった。一説では、降伏したのではなく信雄が信孝を欺いて和議を持ちかけ、岐阜城を開城させたという。信雄は信孝を尾張国へと向かわせたが、信孝の家来の外様衆は離散し、神戸四百八十人衆は団結して帰国した。主人に殉じようとした家来は太田新左衛門尉、小林甚兵衛以下、27人の近習のみだった。信孝に仕えた武士たちは、秀吉に嫌われて登用されなかったとも伝わっている。
信孝は長良川を下って尾張国知多郡に奔り、野間（愛知県美浜町）の内海大御堂寺（野間大坊）に退いた。ここの安養院において、4月29日（6月19日）または5月2日（6月21日）に、信雄の命令によって、信孝は自害させられた。これには秀吉の内意があったともいわれている。
信孝は切腹の際、腹をかき切って腸をつかみ出すと、床の間にかかっていた梅の掛け軸に臓物を投げつけたといわれる。享年26。安養院には短刀とその血の跡が残る掛け軸が伝来している。太田新左衛門尉は介錯を務めて後、自害して殉死した。

信孝の辞世は2つ伝わる。ひとつが『天正記』にあり、もう一つが『太閤記（『川角太閤記』）』や『勢州軍記』などに見られる。
『天正記』では自決した場所が岐阜城になっているなど間違いも見られ、『北畠物語』にある母親の処刑の話を受けた内容になっている。『太閤記』のものは、信孝の秀吉への激しい怒りが感じられる句であり、同じ尾張国野間の内海で源義朝を騙し討ちにして平清盛に首を献じた逆臣・長田忠致の故事にかけたものといわれる。ただし、どちらの出典も江戸時代以降の軍記物であり、同時代の資料ではない。

信孝の家臣は、大野の海音寺で信孝の葬儀を営んだと言い、同寺に位牌が残っている。また、信孝の首は家臣の大塚俄左衛門長政が神戸に葬ろうとして持ち帰ったが、戦乱の末に果たせず、関に葬ったという。大塚はもともと信孝より信長供養のために福蔵寺の創建を命じられていたのでここに首塚を作ったようである。しかし、福蔵寺には位牌があるが、首塚の墓碑を紛失してしまっており現存しない。今は四百年忌に新しく作られた供養墓に形を変えている。信孝の墓は、前述の生害地である安養院跡地のある大御堂寺とこの福蔵寺にある。

## 子孫
公式には男女を問わず子はいないため、子孫は存在しない。
- 生母の坂氏は、一度目の降伏の後、人質として秀吉の元にいたが、信孝が再び挙兵した為、磔にされた[注釈 39]。
- 『系図纂要』によれば娘1人があり、甥の織田信衡の室となり、信直を産んだという[8]。信衡は庶兄の織田信正の子とされるが、信正は村井貞勝の養子となった村井重勝（見性軒）と同一人物ともされる。
- 信孝の子孫を自称する家系は各地にある。明治25年（1892年）11月24日付の「読売新聞」に、大阪府の平民が宮内大臣に系図などを添えて、信孝の嫡流、10世の子孫と称し、名乗り出た、という記事が掲載されている。
- 衣斐賢譲によると、（昭和の頃）土岐市で神戸家を名乗るの家が十数軒あり、彼らが集まって三重県の龍光寺で法会が行われた際に家系図を見せてもらったところ、神戸信孝の末と記載されていたが、その子の神戸小十郎（寛永2年没）の子孫とされていた。没年から判断して同年亡くなっている神戸与五郎正武のことであろうとし、与五郎と信孝には血縁はなく、与五郎は（信孝を殺めた）信雄の家臣であり、誤伝であることを伝えたという[61]。

## 人物
- 高柳光寿は「信孝は信長の家来たちの間で評判がよかった。相当の人物であったのであろう」と述べている[62]。
- 印章として「弌剣平天下（いっけんへいてん）」の印文を刻んだ馬蹄形印判を使用した[63]。これは”剣一振りで天下を平らげる”の意味である。
- 信孝はキリスト教に理解を示し、神父を自領に招こうとしたといい、自身もキリシタンになろうとしたという。ルイス・フロイスは信孝を評して、「佐久間殿（信盛）の外には、五畿内に於いて此の如く善き教育を受けた人を見たことがない」「思慮あり、諸人に対して礼儀正しく、又大なる勇士である」と記述している[36]。
- キリスト教のイエズス会に対する造詣が深く、宣教師からは「彼（織田信孝）はデウスのことをよく悟り、諸侯及び大身等と共に居る時、常にデウスのことを賛美し、しばしばわがガザに来り、パードレ等を大いに尊敬している」とその人物を高く評価されている。フロイス日本史によれば、信孝は数人の家臣を説得してキリシタンに改宗させたり、修道士にもらったロザリオを携帯するなど、精神的にはほぼキリシタンといって差し支えない生活を送っていたようである。しかし信長が自身の改宗をどう思うかを非常に恐れており、信長の考えが明らかになるまで洗礼を受けることは保留していたという。本能寺の変によって信長は死んだものの、その後の混乱などのために、洗礼を受けないまま他界した。
- 大村由己の『天正記』は信孝が稲葉山で自害したと書いていて誤認があるが、「信孝もまた将軍の息男にして、智勇人に超えたり」と評している。

## 偏諱を与えた人物
- 幸田孝之（信孝の乳兄弟、彦右衛門）

## 関連作品
映画
- 『清須会議』（2013年、演：坂東巳之助）

関連図書
- 稲本紀昭「神戸信孝の四国出兵と北伊勢国人」（『三重県史研究』13号、1997年）